# The Angriest Dog in the World
The Angriest Dog in the World är en tecknad serie av filmskaparen David Lynch, som publicerades i Los Angeles Reader 1983-1992. Lynch fick idén till serien redan 1973, under en period som han upplevde mycket ilska och aggressioner. Varje stripp består av fyra rutor, ursprungligen en och samma bild som kopierats, retuscherats och försetts med olika pratbubblor i ett stort antal varianter. Bilden föreställer en arg hund och handlingen är den dialog som hörs från osedda människor i huset utanför vilket hunden är fastbunden.